# Matt Lampson
Matthew „Matt“ Lampson (* 6. September 1989 in Cleveland, Tennessee) ist ein US-amerikanischer Fußballspieler.

## Karriere
Seine Jugend verbracht er bis 2008 in der Academy der Columbus Crew sowie den Northern Illinois Huskies. Danach ging er zu den Ohio State Buckeyes, wo er den Rest seiner Jugend bis zum Ende des Jahres 2011 aktiv war.
Danach war er wieder bei Columbus Crew. Anfang Juni 2015 wurde er für nur 16 Tage zu den Pittsburgh Riverhounds in die zweitklassige USLC verliehen. Eine erneute Leihe brachte ihn Anfang Juli 2015 für einen Monat zu Charlotte Independence. Ende Februar 2016 wechselte er zu Chicago Fire, für welche er bis Mitte Januar 2018 auflief. Für den Rest des Jahres ging es zu Minnesota United. 2019 spielte er für LA Galaxy. Von Ende 2019 bis August 2021 stand er erneut bei Columbus Crew unter Vertrag.

## Auszeichnungen
Dem im siebzehnten Lebensjahr selbst mit dem Hodgkin-Lymphom diagnostizierten Lampson wurde mittlerweile drei Mal die MLS WORKS Humanitarian of the Year-Auszeichnung für seine LampStrong Foundation verliehen.